# خانه محمود دولت‌آبادی
خانه محمود دولت‌آبادی مربوط به دوره پهلوی است و در شهرستان سبزوار، روستای دولت‌آباد واقع شده و این اثر در تاریخ ۷ مرداد ۱۳۸۲ با شمارهٔ ثبت ۹۳۲۰ به‌عنوان یکی از آثار ملی ایران به ثبت رسیده است.
در سال ۹۷ محمود دولت‌آبادی خبر داد که خانهٔ پدری و نیز خانهٔ پدربزرگش (که در آنجا متولد شده بود) هر دو تخریب شده‌اند.